# Elizabeth Henstridge
Elizabeth Frances Henstridge (Sheffield, 11 settembre 1987) è un'attrice e regista britannica.
È anche nota per aver interpretato il ruolo di Jemma Anne Simmons nella serie Agents of S.H.I.E.L.D..

## Biografia
Nata a Sheffield, Inghilterra, la Henstridge ha frequentato la Meadowhead School, si è diplomata al Languages College e ha preso la laurea alla Università di Birmingham; solo successivamente si è appassionata alla recitazione, frequentando dei corsi presso la East 15 Acting School e trasferendosi a Los Angeles per intraprendere la carriera di attrice. 
Dopo alcune apparizioni in un paio di film brevi e in due episodi della serie TV Hollyoaks ottiene dei ruoli minori nei film The Thompsons e Gangs of Tooting Broadway per poi essere, nel 2012, scritturata nel ruolo principale dell'episodio pilota The CW Shelter.
Nel novembre 2012 le viene assegnato il ruolo dell'agente Jemma Simmons, uno dei personaggi principali della serie ABC Agents of S.H.I.E.L.D..
Nel 2013 viene ufficializzato il suo ingresso nel cast corale del film di John Herzfeld Reach Me.

## Filmografia

### Attrice

#### Cinema
- Easy Under the Apple Bough, regia di Hendrik Faller - cortometraggio (2010)
- And the Kid, regia di Zaklin Lentzou - cortometraggio (2011)
- The Thompsons, regia di Mitchell Altieri e Phil Flores (2012)
- Gangs of Tooting Broadway, regia di Devanand Shanmugam (2013)
- Delicacy, regia di Jason Mann - cortometraggio (2013)
- Reach Me - La strada del successo (Reach Me), regia di John Herzfeld (2014)
- 10050 Cielo Drive (Wolves at the Door), regia di John R. Leonetti (2016)

#### Televisione
- Hollyoaks – serie TV, 2 episodi (2011)
- Shelter, regia di Liz Friedlander – film TV (2012)
- Agents of S.H.I.E.L.D. – serie TV (2013-2020)
- Good Morning America – serie TV, episodio 1x2209 (2013)
- Natale al Plaza (Christmas at the Plaza), regia di Ron Oliver – film TV (2019)
- Suspicion – serie TV, 8 episodi (2022-in corso)

#### Web
- Agents of S.H.I.E.L.D.: Slingshot – serie Web (2016)

### Regista
- Agents of S.H.I.E.L.D. - serie TV, episodio 7x09 (2020)

## Doppiatrici italiane
Nelle versioni in italiano delle opere in cui ha recitato, Elizabeth Henstridge è stata doppiata da:
- Joy Saltarelli in Agents of S.H.I.E.L.D., Natale al Plaza, Suspicion
- Erica Necci in 10050 Cielo Drive